# Famille Venier
Pour les articles homonymes, voir Venier.
 (juillet 2024).
La famille Venier (Veniera ou Venieri) sont une famille patricienne de Venise.

## Historique
Sa généalogie mythique la fait remonter à l'empereur Aurélien et la gens Aurélia.
Le nom apparaît pour la première fois dans les archives en 1031, dans un acte de vente de terrain à Chioggia, une petite ville de pêcheurs au sud de Venise. Au XIIe siècle, un abbé porte également le nom de Venier dans la même région.
La famille donna trois doges. Elle peut compter autant de procurateurs de Saint-Marc, d'ambassadeurs, de généraux d'armées, d'amiraux (comme Lorenzo Venier, (1552-1625), illustrissimo et eccellentissimo capitaine général de l’armée navale vénitienne en 1618-1619) et d'autres Ministres publics. Des membres de la famille ont aussi fondé l'église San Zan Degolà, l'église Santo Sepolcro et l'église Sant'Alvise
Une branche de la famille s'installe en Crète dans la foulée de la quatrième croisade (1204). Un de ses membres, Marco Venier, devient seigneur de l'île de Cerigo (Cythère) en 1238. En 1363, les possessions de la famille sont confisquées pour sa participation à la révolte de Saint-Tite mais une partie de l'île lui est rendue en 1393. Les Venier demeurent seigneurs de Cerigo jusqu'en 1797, année où Napoléon abolit la république de Venise et dépossède toutes les nobles familles vénitiennes de leurs titres. Au début du XVIe siècle, une branche de la famille acquiert par mariage la seigneurie de l'île de Paros.

## Personnalités

### Doges de Venise
- Antoine Venier, 62e doge de Venise, élu en 1382.
- François Venier, 81e doge de Venise, élu en 1554.
- Sébastien Venier, 86e doge de Venise, élu en 1577.

### Autres personnalités
- Venier, patronyme de plusieurs gouverneurs de la ville de Durrës en Albanie, également Baillis et capitaines de Venise.
- Moisè Venier, mécène qui finança la reconstruction de l'église San Moisè à Venise.
- Cecilia Venier-Baffo (°1525 - +1587), serait la nièce de Sébastien Venier, capturée par les Ottomans, vendue comme esclave à Constantinople, entre au harem de Topkapi et prend le nom de Nur-Banu (« princesse de lumière »).
- Antonia Venier, cousine d'Antonio Venier, ayant fait bâtir l'église Sant'Alvise à Venise en 1388.
- Sebastiano Venier (mort en 1662), abbé et protonotaire apostolique ; sa tombe est dans la chapelle Venier de la Madonna dell'Orto.
- Sebastiano Venier (15 octobre 1658, 22 janvier 1738), évêque de Vicence

## Armes

Armes des Venier de Venise et de Vicence.

Les armes de la famille se blasonnent ainsi fascé de gueules et d'argent.
Les armes de quelques branches des Venier ajoutent un chef d'argent chargé du côté droit d'un Saint-Marc de gueules.

## Demeures

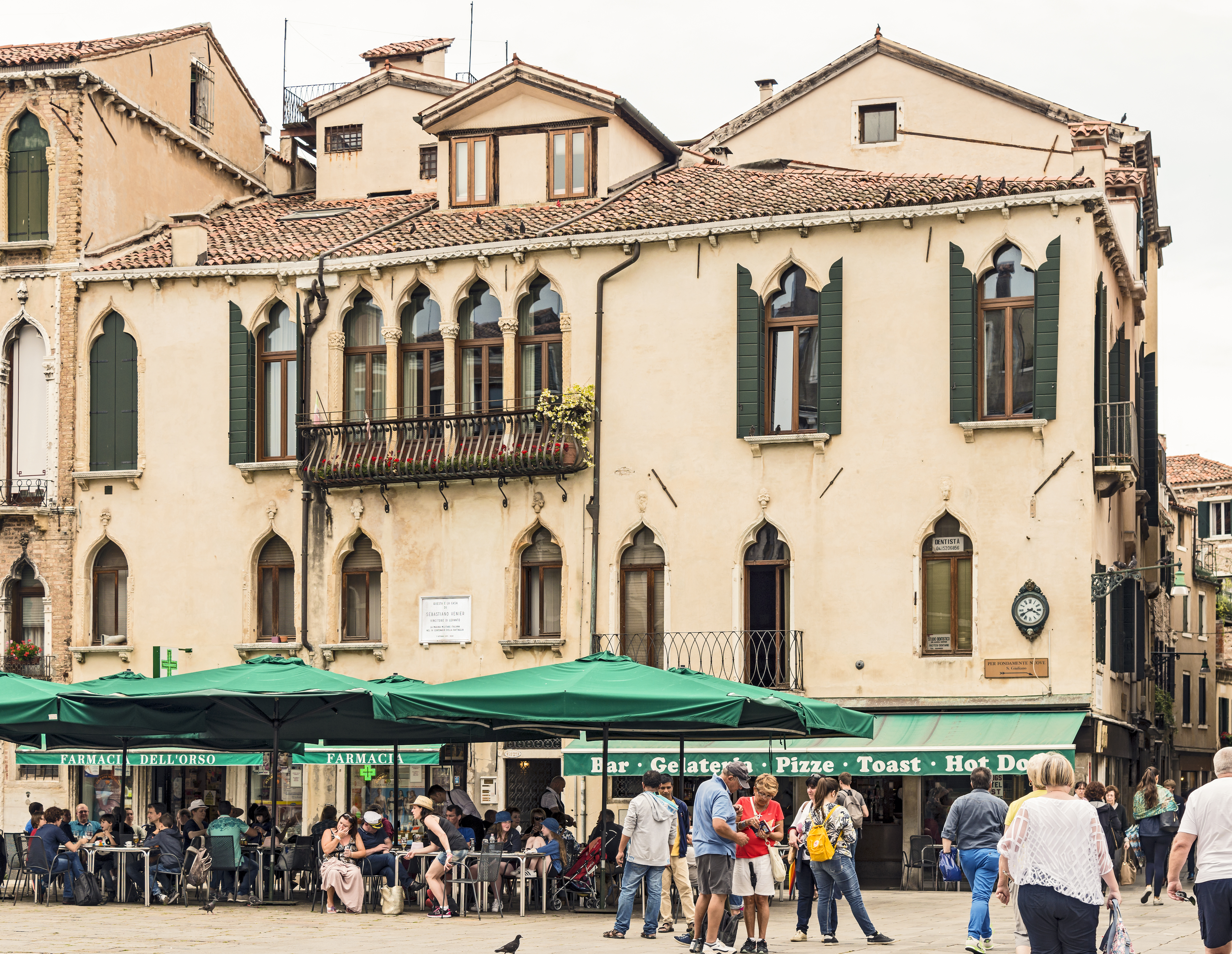
Maison de Sebastiano Venier, vainqueur à Lépante
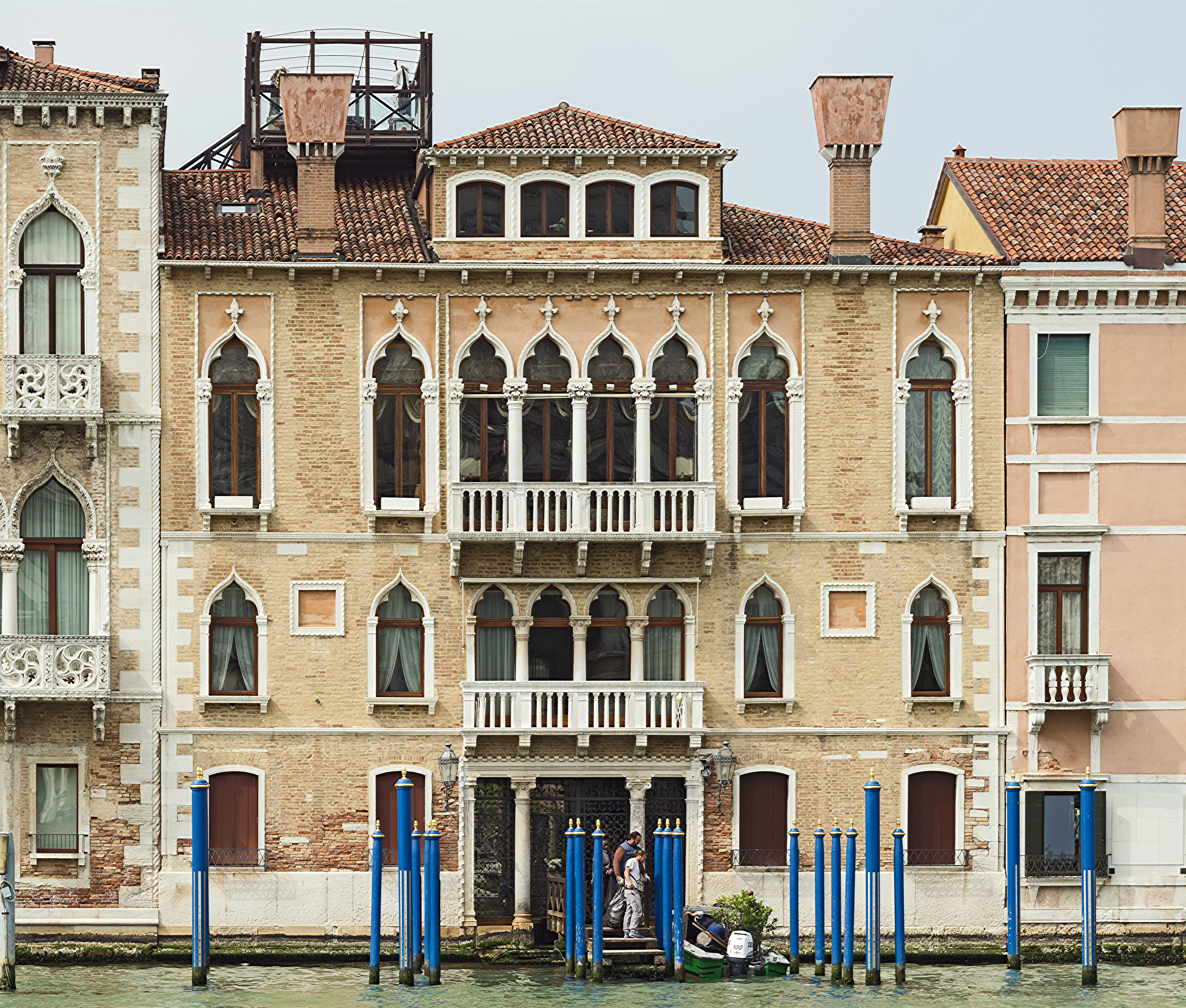
Palazzo Venier Contarini
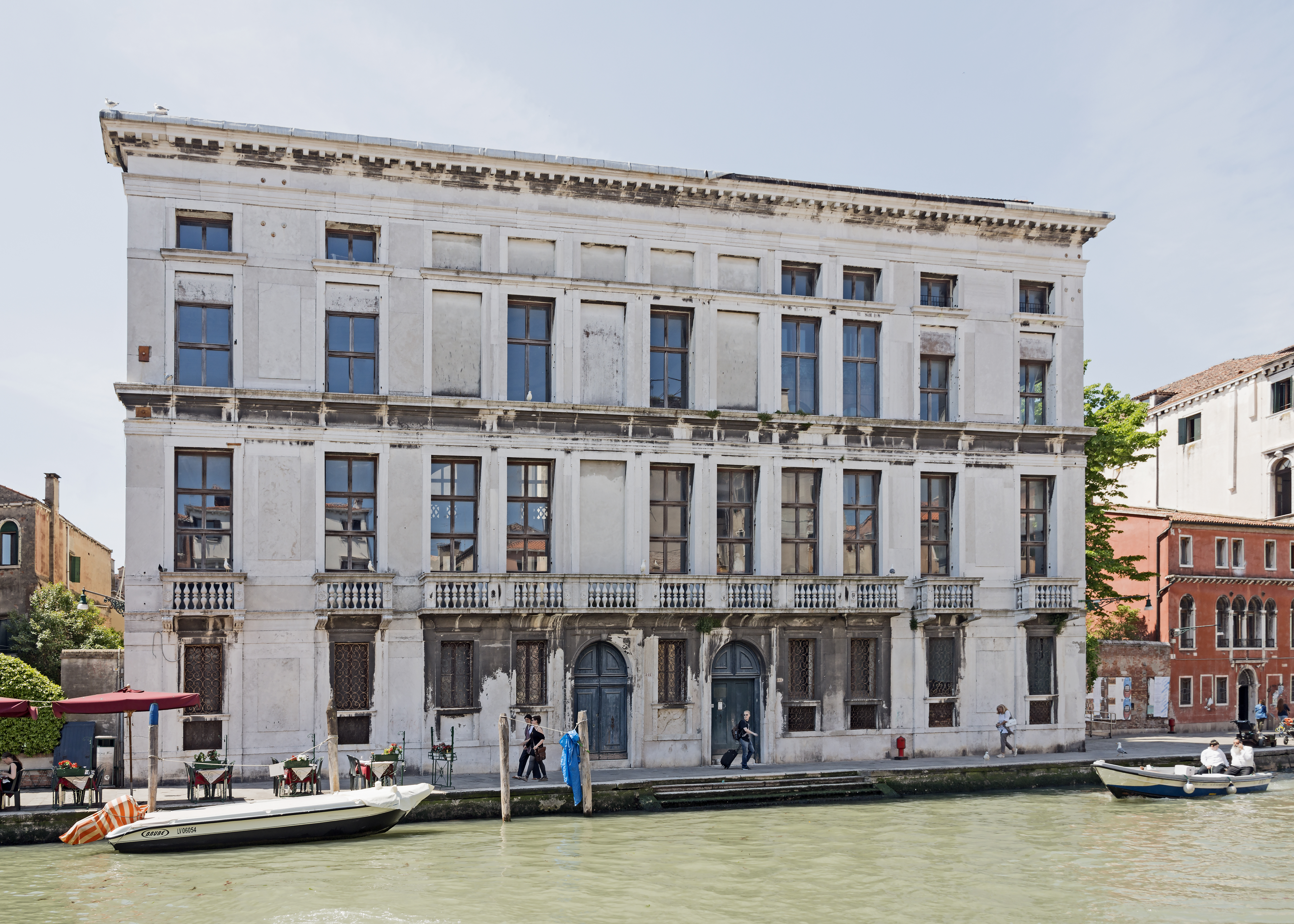
Palais Manfrin Venier
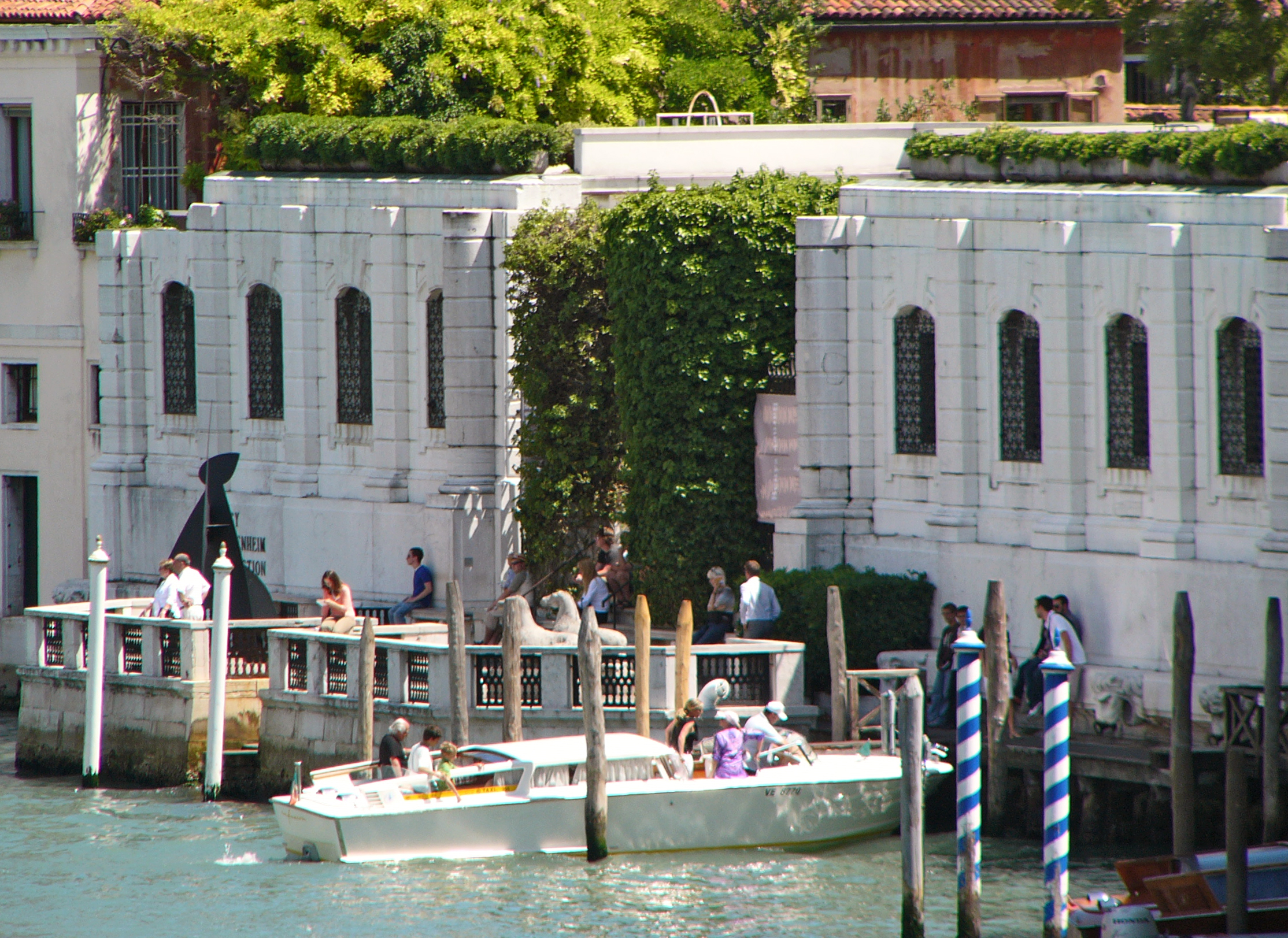
Palais Venier dei Leoni (it)
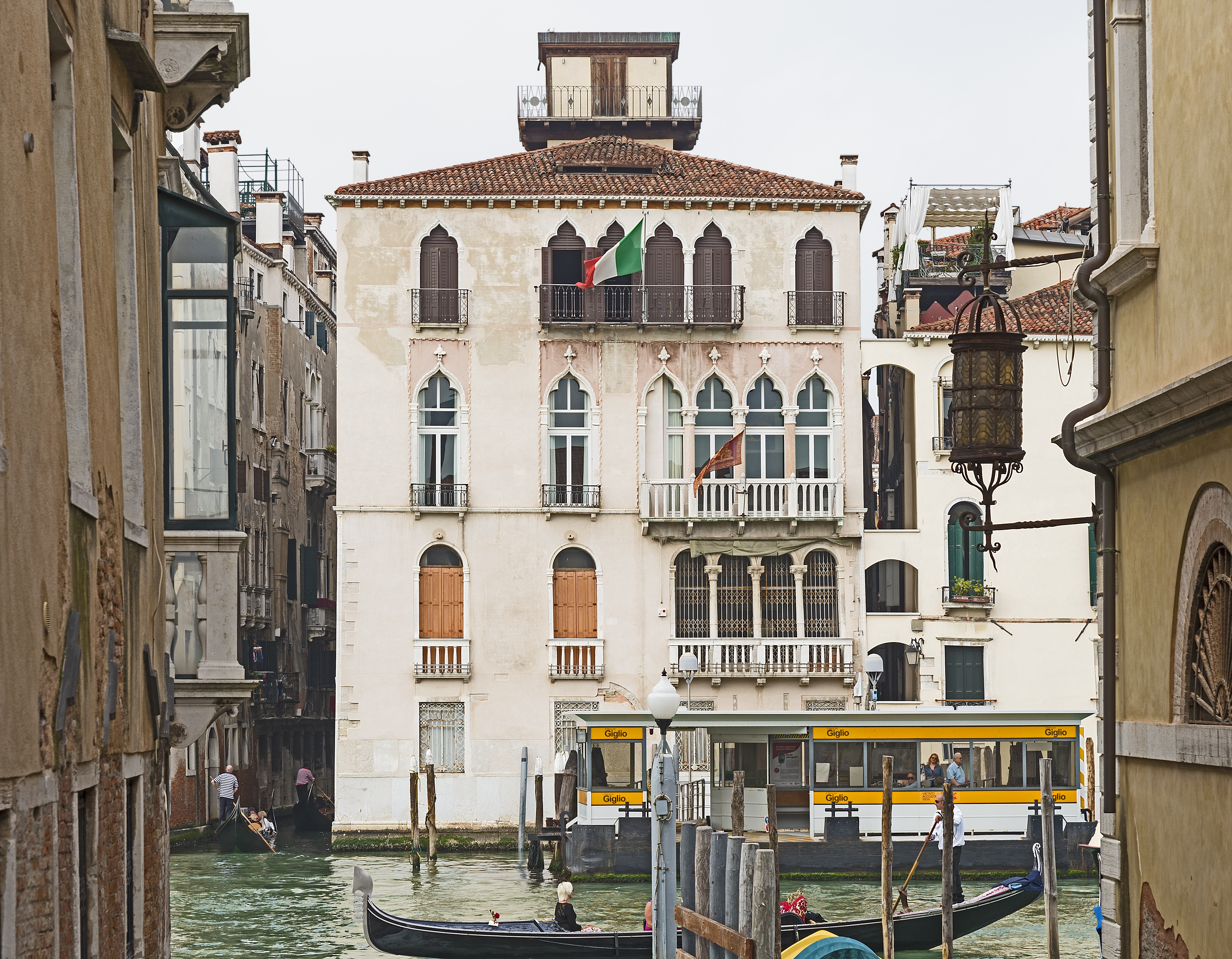
Le Palazzo (Marin) Venier Contarini

- Palais Venier a San Martino
- Palazzetto Venier
- Palais Venier Contarini